# 語幹
語幹（ごかん）とは、語形変化の基礎になる部分のこと。
日本語では用言の活用しない部分のことを言うが、形容詞や形容動詞では独立性が強い。また、語幹に対して、末尾の活用する部分のことを活用語尾ということがある。
日本語は膠着語であるため、語幹と活用語尾の区別が比較的しやすい。
しかし印欧語は屈折語の性格が強いため、語幹と活用語尾の区別が曖昧で、語幹の母音交替（ウムラウトあるいはアプラウト）を伴うことがある。印欧語では動詞だけでなく名詞や形容詞についても格・性・数等の変化語尾を除いた部分を語幹という。

## 日本語においての語幹
語幹に関する考え方は言語学と学校文法とでは大きく異なっている。学校文法においては仮名単位で分析されているため、語幹がある・ないといわれるが、ローマ字単位つまり音素によって分析すれば、語幹はかならず存在する。たとえば、文語の「経(ふ)」は仮名表記すると「はひひふへ」と活用するため「語幹がない」と云われるが、ローマ字単位ではhあるいはfが語幹となる。

### 動詞
日本語の動詞の大多数のものには、原則的に「活用によって変化しない音素の並び」としての語幹が存在する。ただし五段活用動詞の語幹の末尾音は消失する場合があるため、「活用によって変化しない音素の並び」として語幹を定義に厳密に従おうとすると現実的には(特に日本語処理の分野では)不自由である。
しかし学校文法では、上一段活用の「見る」の「mi」や、下一段活用の「出る」の「de」を語幹としては立てず、活用形の一部として教えることが多い。
ただしカ行変格活用の「来る」、サ行変格活用の「する」は「語幹+活用語尾=活用形」という発想がなじまないため、語幹を立てず活用形の総体として考えても不自然ではない。
慣習的には動詞は語幹を漢字で表し、活用語尾をひらがなで書くが、例外もある。たとえば「行った」という表記は「いった」とも「おこなった」とも読めるので、紛れのないように「行なった」とすることもある。
形態論的には動詞は音素レベルまで分解して考えられ、動詞は一部の変格活用動詞などを除くと母音末尾語幹動詞（上一段活用動詞と下一段活用動詞）および子音末尾語幹動詞とに分けられる（ただし、五段ワ行は母音 a・o・u 末であることが計量言語学によって明らかになっている）。したがって、活用の形を説明する際に一部ローマ字表記を併用することもある。子音語幹動詞はいわゆる五段活用であり、変化しない語幹部分を子音までと捉えるが。語幹の末尾音である子音が音便によって消失することもあるので、「た」「だ」「て」「で」が附属する場合は例外が発生することがある。具体的には「書いた(kak)」「勝った(kat)」「飛んだ(tob)」「咬んだ(kam)」「刈った(kar)」などがその例である。
なお学校文法でいう -a, -i, -u を伴った語幹は語基と呼ばれる。これらは子音の連続を避けるために緩衝として母音が挿入されたものである。母音語幹動詞はいわゆる上一段活用・下一段活用・上二段活用・下二段活用であり、語幹が /i/ か /e/ で終わるものとして分析される。学校文法では動詞の終止形をそれぞれ別個の活用形と考えるが、-ru という語尾があり、母音語幹動詞にはそのまま接続するが、子音語幹動詞に接続する場合は子音連続を避けるため r が削除されたものと考えられる。なおサ行変格活用やカ行変格活用は不規則動詞の一部に含まれ、語幹は s や k のみと考えられる。なお語尾のうちさらに語尾の接続を要求するものを学校文法では助動詞として品詞分類しているが、そのような考え方は取られず、動詞に新たな語幹ができると考える。例えば「書く」の本体は kak であり語幹は k であるが、これに使役を表す語尾 -(s)ase- を付けて kakase とすると語幹は e となり、母音語幹動詞となる。これに -(r)u をつけて文を終わることもできるが、さらに丁寧を表す -(i)mas- をつけて kakasemasu とすることができる。（接尾辞も参照のこと）

### 形容詞
すべて語幹が存在する。
- a音末尾(「赤い」)
- o・u音末尾（「青い」「低い」）
- i音末尾（「みみっちい」など。ごく少数）
- シ音末尾（「美しい」「惜しい」）
- e音末尾（「猛き」「むくつけき」「かそけき」など。口語ではほとんど使われず、数も少ない）

a音末尾形容詞は「ありがとうございます」のように a音 が o音に交替することがある。
形容詞の語幹は語幹用法として使われることがある。基本的には形容詞も動詞と同様に語幹を漢字で書くが、語尾が「しい」で終わっている形容詞は「し」までが語幹だが、「しい」をひらがなでかく。
```
わかい　　→若い
うつくしい→美しい
```

### 形容動詞
すべて語幹が存在する。語幹用法がある。

### 助動詞
国文法でいう助動詞には、語幹のあるものと、ないものがある。
- 語幹があるもの
られる（受身・尊敬・自発・可能）、させる（使役・尊敬）、ない（打消）、そうだ（様態）、そうだ（伝聞）、たい（希望）、たがる（希望）、ます（丁寧）、らしい（推定）、ようだ（比況・例示・不確かな断定）、です（丁寧な断定）
- 語幹がないもの
れる（受身・尊敬・自発・可能）、せる（使役・尊敬）、ぬ（打消）、た（過去・完了・存続）、だ（断定）

ただし、普通は、助動詞は語幹と活用語尾を区別することはほとんどない。助動詞の活用表を見ても、語幹と活用語尾は一緒に書いてある。